# Teleportare

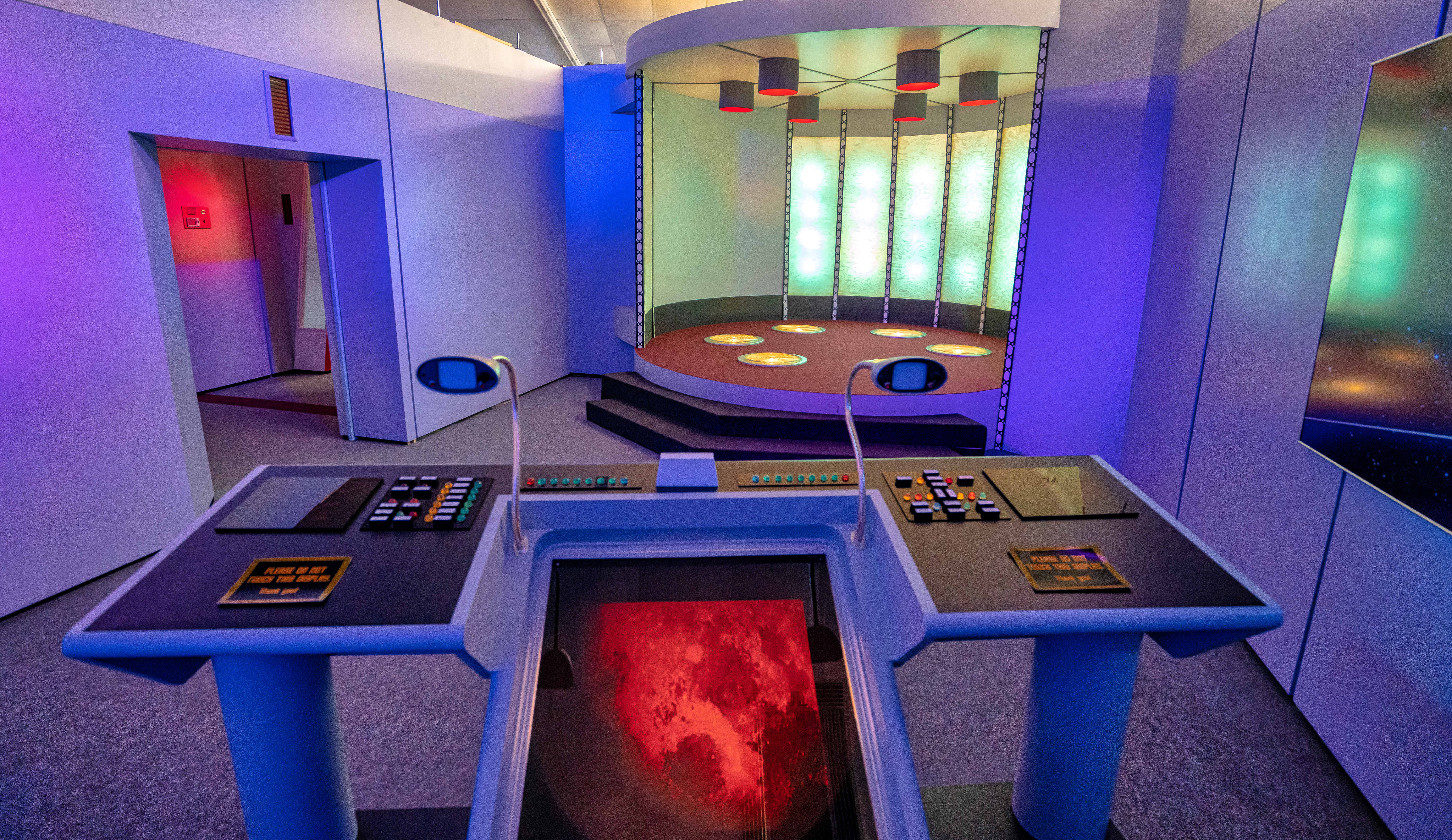

Teleportarea este un proces de deplasare a unui obiect dintr-un loc în altul, mai mult sau mai puțin instantaneu, fără ca obiectul să parcurgă spațiul dintre cele două poziții. Teoretic au fost inventate mai multe metode de teleportare (teleportare cu găuri în spațiu-timp, gaură de vierme), dar experimental au fost confirmate numai teleportarea cuantică și psihică.
În prezent, teleportarea cuantică "exactă" este posibilă numai pentru fotoni și atomi. Teleportarea "inexactă" (unde starea cuantică nu se păstrează), este posibilă prin codificarea informației despre obiect, transmiterea acestei informații în alt loc, de exemplu prin radio sau altă metodă, și crearea unei copii a obiectului original într-un loc nou. Teleportarea este propusă de asemenea ca explicație la multe fenomene anormale și se folosește în mod curent în literatura SF.
În antichitate au fost folosite și alte cuvinte pentru a descrie fenomene similare cu ceea ce noi azi numim teleportare, de exemplu "bilocalizare" (bilocation), când se spune că un corp ocupă două locuri diferite simultan. Termenul "teletransportare" (care lărgește termenul propus de Charles Fort), a fost folosit pentru prima dată de Derek Parfit ca o parte a experimentului său imaginar.

## Originea termenului
Termenul "teleportare" a fost întrodus la începutul anilor 1900 de scriitorul american Charles Fort pentru a descrie straniile dispariții și apariții anomale, care după gândul lui erau legate. El a unit termenul grec tele- (ce înseamnă "departe") cu termenul latin portare (ce înseamnă "a căra", "a duce"). Pentru prima dată termenul a fost folosit de Fort în paragraful doi a cărții sale "Lo!". 1931 - "În această carte am notat, că sunt indicații de existență a unei forțe de transportare pe care o numesc Teleportație." Așa că, pe jumătate glumă, pe jumătate serios, Fort a adăugat: "Pot fi acuzat de asamblarea unor minciuni și superstiții. Într-o măsură și da și nu. Vă ofer descrierea." Fort sugerează idea că teleportarea poate explica diferite fenomene paranormale. Este greu de spus, dacă Fort consideră propria sa "teorie" serios, poate vedea doar o modalitate de a explica straniile fenomene, pe care știința oficială nu le putea explica.

## Știință
Deși la început teleportarea a fost prezentă numai în literatura științifico-fantastică, în prezent domeniul este intens studiat de fizicieni. În prezent este posibilă teleportare cuantică a unor particule fundamentale.

### Descoperiri recente
Până nu demult, fizicienii puteau teleporta numai lumină ori atomi la distanțe scurte (millimetri). Însă acum lucrurile s-au schimbat, dupa publicarea în Octombrie 2006 în revista științifică „Nature" , unde profesorul Eugene Polzik și comanda sa din Niels Bohr Institute din Copenhagen University, Danemarca, a făcut un salt mare în studierea teleportării.  În experiment s-a teleportat informația de la o rază slabă de lumină la un obiect macroscopic ce conținea mii de milliarde de atomi, ce se aflau la distanța de jumătate de metru unul de altul. Această tehnologie folosește inseparabilitate cuantică și măsurări cuantice.

### Scenariul de teleportare
Există cîteva metode ipotetice de a transporta materie dintr-un loc în altul fără a trece (a exista) fizic în spațiul dintre ele. Unele din metode sunt studiate serios de fizicieni, pe când altele există numai în fantezii.
O metodă propune teleportarea ca o transmitere de informație, care este folosită pentru a reconstrui precis obiectul ori organismul la locul de destinare. Folosirea acestei metode de teleportare ca transport pentru oameni are numeroase obstacole, tehnice și morale, de exemplu cum sa scanăm (înscriem) corpul uman, în special creierul, cu precizie suficientă și cu recrearea pe urmă a acestuia. Există problema, dacă în timpul scanării corpul uman se distruge, și copia sa se recreează, își poate oare continua el viața în mod normal? Oare se poate copia mintea (sufletul) uman?
Cei ce cred în supernatural pot nega copierea și recrearea sufletului, și vor considera această metodă murdară. Există însă alte metode de teleportare unde corpul uman se teleportează întreg, fară procedura de scanare și recreare. Metoda se cheamă teleportare prin găuri în spațiu-timp Arhivat în 29 octombrie 2007, la Wayback Machine.. Corpul se aruncă în afara Universului, după ce se întoarce momentan în universul real, pentru că materia nu poate exista în afara universului real. Pentru că obiectul a dispărut dintr-un loc și a apărut în altul, fără a exista în spațiul dintre ele, această deplasare se poate numi teleportare, pentru că satisface definiția de teleportare.
Nu este clar, dacă duplicarea unei persoane necesită reproducera exactă a stării sale quantice, cu ajutorul teleportării cuantice, care distruge originalul, ori măsurările macroscopice sunt suficiente. În versiunea nedestructivă, orice act de teleportare creează o copie nouă a persoanei. Așa tehnologie ar avea aplicații ca medicina virtuală, unde manipulând datele stocate în mașină, s-ar putea scimba datele fizice ale persoanei.
Teleportarea dimensională este o metodă, descrisă des în povestirile fantastice și cărți comice. Metoda presupune existența mai multor Universuri, unde obiectul poate reintra în alt loc al Universului. Această metodă nu este luată în serios de comunitatea științifică, pentru că se socoate că mișcarea fizică a obiectelor nu este posibilă între diferite Universuri.
Altă formă de teleportare folosită în fantastica științifică și descrisă în seria de filme Terminator), The Fly (1986), Star Trek, etc. Se trimite obiectul prin Gaură de vierme sau fenomene similare, cu viteză mai mare decât viteza luminii, fără problemele legate de principiul de incertitudine a lui Werner Heisenberg sau interferențe de semnal. Ambele forme de teleportare descrise mai sus, sunt știute ca "Deplasări" sau "Tunele Topologice" (Scientific American). 
Aceste metode de teleportare elimină multe neajunsuri, neacceptate de religie și filozofie, deoarece corpul originar se păstreză intact la teleportare și își poate continua existența.
Teleportarea psihică cu ajutorul puterii mentale, efectuată de persoane dotate, se numește p-Teleportare, "psihoportare", ori "jaunting"; numită așa după scriitorul fantast (Jaunte) ce a descoperit acest mod în The Stars My Destination (original numită Tiger! Tiger!), o povestire fantastică de Alfred Bester. Acest tip de teleportare se inscrie in domeniul paranormalului.
În literatura religioasă și occultă, teleportarea e o mișcare instantă de persoane dintr-un loc în altul, cu ajutorul miracolelor supernaturale ori forței psihice, dar nu a metodelor tehnologice.

### Experimente de laborator
În iunie 2002, doctorul Warwick Bowen și Dr. Ping Koy Lam, Prof. Hans Bachor și Dr. Timothy Ralph din Universitatea Națională Australiană au realizat teleportarea cuantică a unei raze laser.
A fost un experiment cu succes de teleportare cuantică, cu folosirea fotonilor cuplați. Fotonul ce trebuia teleportat a fost scanat, și proprietățile sale cuantice au fost copiate pe un foton de schimb. Apoi, fotonul inițial a fost recreat în alt loc, la o distanță arbitrară, dovedind teoremele propuse de Einstein, pentru a explica "straniile acțiuni la distanță".
Numeroși fizicieni de la Universitatea Innsbruck și de la Institutul Național de Standarde și Tehnologii au lucrat independent pentru a teleporta ioni de calciu și beriliu în 2004. Două grupe au folosit tehnici diferite dar au obținut rezultate similare după același protocol de bază.
În octombrie 2006, Eugene Polzik și echipa sa de la Institutul Niels Bohr din cadrul Universității din Copenhaga, Danemarca, au efectuat un experiment de teleportare a unui object atomic microscopic conținând miliarde de atomi, la distanța de jumătate de metru. "Pentru prima oară, s-a efectuat teleportarea dintre lumină și materie, două obiecte diferite."
În iunie 2007, echipa lui Ashton Bradley din Australia a propus o tehnică ce nu folosea cuplarea cuantică. "Vorbim despre o rază de 5000 de particule ce dispar într-un loc și apar în altul", spunea Bradley . "Simțim că schema noastră e mai aproape de conceptul fantastic", a adăugat el .
În luna mai 2014, o echipă de cercetători a universității TU Delft a publicat studiul „Unconditional quantum teleportation between distant solid-state quantum bits”  susținând că a reușit să teleporteze date între qubiți din cipuri diferite, aflate la o distanță de 3m.

## Teleportarea în istorie, mituri și religie

### Tradițiile religioase
Exemple de relatări care imită efectele teleportării se întâlnesc în mai multe religii si tradiții, ca Tay al-Ard, în Islam; în Iudaism, în Buddhism din Tibet.

### Gil Perez
Există mai multe relatări de cazuri de teleportare spontană, neconfirmate însă științific. Un astfel de eveniment a avut loc în seara zilei de 25 octombrie 1593 cu Gil Perez. Gil Perez, un soldat, a apărut spontan pe Plaza Mayor (principala stradă) din Mexico City, într-o stare confuză, îmbrăcat în uniforma regimentului filipinez. El povestea că în momentul anterior, până a apărea în Mexico City, s-a aflat la Manila, în palatul guvernatorului. Soldatul zicea că știe că se află la Filipine, dar nu are nici o idee cum a apărut în Mexico, și că guvernatorul Don Gomez Perez Dasmarinas a fost asasinat. Cînd l-au lămurit că se află în Mexico, el refuza să creadă, spunînd că a intrat la slujbă în dimineața de 23 octombrie în Manila în palatul guvernatorului, și de aceea era imposibil să fie în Mexico la 24 octombrie seara. Autoritățile l-au închis la închisoare, ca pe dezertor și sluga satanei. Sfântul tribunal (Inchiziția) l-a interogat pe soldat, dar acesta a putut spune în favoarea sa doar că a călătorit din Manila în Mexico "mai repede decât cântă cocoșul". Două luni mai târziu, noutățile din Manila au confirmat povestirea lui Gil Perez. Unul din pasagerii sosiți chiar l-a recunoscut pe Gil Perez, spunând că l-a văzut pe gardian la slujbă la Filipine. Gil Perez pe urmă s-a întors în palat, la slujba sa.

## Mai citiți
- Darling, David (2005). Teleportation: The Impossible Leap. Wiley. ISBN 0-471-47095-3.
- Dash, Mike (2000). Borderlands: The Ultimate Exploration of the Unknown. Overlook Press. ISBN 0-87951-724-7.
- Davis, Eric W. (august 2004). Teleportation Physics Study. Edwards Air Force Base, CA: Air Force Research Laboratory. Accession Number: ADA425545 .
- Fort, Charles (1941). The Books of Charles Fort. Henry Holt and Company.
- Teleportare cu găuri, versiunea cuantică Arhivat în 21 septembrie 2016, la Wayback Machine.